# Elza pilóta vagy a tökéletes társadalom
Az Elza pilóta vagy a tökéletes társadalom Babits Mihály 1933-ban megjelent regénye. A mű – Babits utolsó regénye – egy állandó háborúban élő, kilátástalan világról szól. Az események egy meghatározatlan társadalomban játszódnak, ahol a nők is katonai szolgálatot teljesítenek.

## Cselekménye
A mű Babits Mihály kora után száz évvel később játszódik, az örök háború korában. E disztópikus világban a tudomány egyedül a háborút szolgálja, míg a kultúrának, a vallásnak és a családi életnek nincs helye a kiüresedett totális államban. A lakosság óvóhelyeken tartózkodik a rendszeres bombázások és gáztámadások miatt. A férfiak jelentős veszteségei miatt a nőket is besorozzák.
Elza, egy tisztviselő lánya pilótaként szolgál Schulberg professzor mellett. Miután szemtanúja lesz szerelme, Dezső halálának, a lány tudatosan az ellenséges vonalakon túl száll le gépével, ahol a professzorral együtt fogságba esik. Elza kitörési kísérlete hiábavaló: arra kényszerítik, hogy szülővárosát bombázza le (ugyanazzal a géppel, amelyen menekült).

## Szereplők
- Kamuthy Elza: szüleivel él, az egyetemen vallástörténésznek tanul. 19 évesen nem kerülheti el a hadba vonulást, pilótaként kell a harctéren szolgálnia.
- Kamuthy Géza: Elza apja, a rezsim és az Örök Háború feltétel nélküli támogatója.
- Kamuthyné: Elza anyja, a háború előtti korszak szellemiségének képviselője.
- Schulberg: hadiorvos, professzor. A háború előtti idők irodalmát tanulmányozza, meglehetős cinizmussal viszonyul a rendszerhez, ugyanakkor ő a hátország sokak sorsát befolyásoló, nagy hatalmú orvosa.
- Egyéb szereplők: Dezső, Margit, Vermes százados.

## A mű világa
A regényben megrajzolt társadalmi berendezkedés ellentmondásos: jóllehet pártokról, népgyűlésekről és parlamentarizmusról is értesülünk, mindez formalitás: a döntéseket egy megfoghatatlan politikai elit hozza. A jövő állama egy kollektivista jellegű, a nacionalizmust és az internacionalizmust ötvöző, racionalizált világ, mely a kommunizmus és a nemzetiszocializmus jegyeit is magán viseli. A rendszer progresszív vonásainak is megvan az árnyoldala: bár a felsőoktatásban szinte kizárólag nők vesznek részt, mindez a férfiak frontszolgálatának köszönhető.
A disztópikus műnek tekintett regény leginkább tudományos-fantasztikus része a mesterségesen előállítható bolygók, un. Kis Földek végtelen sorozata. Elza és Schulberg professzor megtudják, hogy az Elza pilóta helyszíne egy földi tudós által előállított Kis Föld, melynek felgyorsították geológiai folyamatait és történelmi fejlődését, így pusztulása elkerülhetetlenül bekövetkezik. Mindez Babits regényének legvitatottabb része: a cselekmény idegen planétára helyezésével sokak szerint a mű mondanivalóját, saját jövőképét teszi zárójelbe; felvetődött, hogy ezt a pozitív végkicsengés érdekében teszi.

## Befogadás és értelmezés
Az Elza pilóta a korábbi évszázadok magyar fantasztikus-utópikus műveit tetőzi be, olyan motívumokat használva fel, mint a repülés, a város utópikus környezetként való előfordulása, valamint a háború és a Föld pusztulásának témaként való megjelenítése. Babits regénye annyiban is osztozik a magyar utópikus irodalom sorsában, hogy nem került be az irodalmi kánonba, másrészt a kritika a regény számos értelmezési lehetősége helyett elsősorban a mű  háborúellenességét, Babits humanista beállítottságát hangsúlyozta. Az Elza pilóta Kant antitéziseként is interpretálható, ugyanis Babits Mihály fordította le Kantnak Az örök béke című írását. A morális és filozófiai olvasaton túl a regény felfogható a változtathatatlanság rettenetével szembenéző műként is.